# Naruto: Clash of Ninja (serie)
Naruto: Clash of Ninja, conocido en Japón como Naruto Gekitōu Ninja Taisen (ナルト-激闘忍者大戦! literalmente traducido Naruto: ¡La gran batalla ninja!?), es una serie de videojuegos basada en el manga y el anime de Naruto. Está disponible para la videoconsola de videojuegos de Nintendo GameCube y Wii. Los juegos fueron desarrollados por Eighting y publicados por Tomy. La saga para GameCube tuvo cuatro entregas en Japón, de las cuales dos fueron lanzadas en Norteamérica y una en Europa. Para Wii, han sido lanzados 3 juegos en Japón, y uno exclusivo para América del Norte. También han salido dos juegos provenientes del norte de América.

## Lista de videojuegos

### GameCube

#### Naruto: Clash of Ninja
La primera entrega conocida en Japón como Naruto Gekitōu Ninja Taisen, cuenta con 8 personajes jugables. Rock Lee, Naruto Uzumaki, Sakura Haruno, Sasuke Uchiha, Iruka Umino, Kakashi Hatake, Zabuza Momochi y Haku. Abarca desde el inicio de la serie hasta el comienzo de los Exámenes Chūnin. Fue lanzada tanto en Japón como en Estados Unidos. Se encuentra en Cell Shading tridimensional, posee un modo historia y un modo multijugador para una o dos personas.

#### Naruto: Clash of Ninja 2
Conocido en Japón como Naruto Gekitōu Ninja Taisen 2 es la segunda entrega lanzada en Europa y en Estados Unidos, abarca desde el inicio de la serie hasta el final de la saga de los Exámenes Chūnin. Contiene nuevos escenarios y nuevos personajes (Neji Hyūga, Hinata Hyūga, Ino Yamanaka, Kiba Inuzuka, Might Guy, Shikamaru Nara, Gaara, Mizuki, Orochimaru y Kankurō). Además fue la última en ser lanzada tanto en América como en Europa y se encuentra en Cell Shading Tridimensional, como su antecesor. Posee el modo "Un jugador" y "Multijugador", de hasta cuatro personas.

#### Naruto Gekitōu Ninja Taisen 3
La tercera entrega, fue recibida positivamente por los fans, al ser la más completa de todas hasta al momento, incluyendo a su predecesora y al Naruto Clash of Ninja Revolution, fue lanzado para la Wii, ya que permite transformarse en batalla, tiene una zona más amplia para combatir y el modo "Ultimate Mission" en la cual el jugador puede desbloquear personajes completando misiones. Posee escenarios, personajes nuevos y abarca desde que Naruto se encuentra con Jiraiya hasta la saga de la búsqueda de Tsunade.

#### Naruto Gekitōu Ninja Taisen 4
La última entrega abarca desde el regreso de Itachi hasta la huida de Sasuke, e incluye algunos capítulos del relleno, concretamente, del Episodio 81 al 151 de Naruto Uzumaki. Incluye nuevos personajes, como los cuatro del sonido y nuevos escenarios. Fue criticada por no permitir la transformación en plena batalla a los personajes principales, como Naruto Uzumaki, con el poder del Kyuubi, a Sasuke, en la Segunda fase del sello de Maldición, y a Hinata, en el "Despertar del Byakugan". Los personajes poseen sus técnicas actualizadas, incluyendo el "Shugo Hakke Rokujyuu Yonsho" de Hinata.

### Wii

#### Naruto: Clash of Ninja Revolution
Fue el primer juego de Naruto lanzado para la consola de Wii en el año 2007. Su trama en el modo historia se ocupa en el desarrollo de las temporadas 3 y 4, por lo que no se pueden observar más jugadores que los que poseen un papel importante en el desarrollo de la historia en estas temporadas. Empieza, como en la temporada tercera, desde que Naruto le pide al Sannin Jiraiya que lo entrene para la ronda que se aproxima de los exámenes Chūnin, hasta el final de la cuarta temporada cuando Naruto junto a Tsunade y Jiraiya logran vencer a Orochimaru. También trae nuevos acontecimientos, aunque fuera de la historia original, como lo son las últimas misiones donde aparecen confrontaciones entre Naruto Uzumaki, Sasuke Uchiha, Itachi Uchiha, Neji Hyūga y Lee. Y como última misión está el capítulo 101 del anime "¡Quiero ver! ¡Quiero descubrir el verdadero rostro de Kakashi sensei!", donde los integrantes del equipo Kakashi Hatake quieren revelar la cara de su sensei que se oculta tras su máscara.

#### Naruto: Clash of Ninja Revolution 2
El juego cuenta con 35 personajes y una historia exclusiva para el mercado de fuera de Japón con 24 misiones. El juego posee 15 niveles, un nuevo modo misión con 300 misiones, y un nuevo modo de juego titulado "Kumite Mode", entre otras modificaciones menores.
La entrega incluye una original historia que transcurre después de que Sasuke Uchiha traicione a la Aldea de la Hoja en busca de poder. Los jugadores pueden utilizar el mando de GameCube y el mando clásico, además del propio Wiimote. El juego tiene un equipo de modo de batalla, pero el juego en línea se descartó para centrarse en un nuevo equilibrio entre los personajes y el perfeccionamiento del modo historia.
El año 2007 vio el lanzamiento de Naruto: Clash of Ninja Revolution, la primera entrada del ninja popular vestido de naranja en el mundo de juegos de combate Wii. Lamentablemente, aquella entrada particular no era la más brillante. Lo que muchos vieron como un molde limitado de caracteres y una carencia de contenido fresco impidió al juego forjarse un lugar especial en los corazones de admiradores de Naruto. Con Naruto: Clash of Ninja Revolution 2, se optó por un nuevo trama y modos gameplay entregando un molde más grande, más equilibrado de caracteres.
La primera entrega, ofreció una selección de 20 caracteres. Ese número fue incrementado, en torno a un total de 35. Una rociada de marca nuevos personajes diseñados sólo para el juego está incluido en esa cifra, pero la gran mayoría debe estar familiarizado a los fanes de la serie. Y a riesgo de sonar demasiado críptica, entendemos que un par de caracteres especialmente lanzados para este título, poseen técnicas no vistas en los juegos, e incluso en la serie.
Además acaba de añadir a la lista, gran parte de la atención en todo este tiempo ha sido el equilibrio de caracteres. El desarrollador encontró muchos personajes a ser un poco dominado el año pasado, por lo que ahora ha pasado bajo la capucha proverbial con un ojo caracteres en el mantenimiento de un nivel de igualdad de condiciones. Pero cuando estas jugando como combatientes, encontrará que todavía el control de la misma. El débil ataque se hace con un mando a distancia waggle, mientras que el fuerte ataque se usa con el botón. Especial lado los signos se puede hacer el rastreo remoto por gestos en la pantalla, que ayudan a que el poder arriba. Además, a liberar los ataques especiales después de haber construido el poder suficiente chakra, que desencadena una larga y dramática cutscene en la que su personaje no de su cosa para la cámara. Similar momentos dramáticos de estilo se muestran cuando un luchador es derribado de una sección de nivel a otro porque cada uno viene con ajuste de la ámbitos que pueden servir como campos de batalla. El número de ambientes de combates ha sido también extendido hasta 15 para ir alrededor de este.
El modo historia contará con 24 misiones y una trama original no vista en la televisión o en los mangas. Sin embargo, algunos puntos en la historia se entrelazan con lo que han experimentado los fanes de la serie, por lo que no es completamente una experiencia visual exterior.
Visualmente, el juego es similar al del año pasado, pero tiene un poco más de frescura, gracias a la nueva panorámica de apoyo a la muestra y exploración progresiva. Es todavía muy lejos de los más bonitos de todos los cel-sombreado juegos de Naruto, pero la gran velocidad de batallas combinado con la ventisca de efectos visuales da un largo camino para compensar.
Naruto hace otra aparición en el Wii con Naruto: Clash of Ninja Revolution 2, una secuela para el año pasado su puesta en libertad. El popular manga y anime con los espigados y de pelo, niño hiperactivo en un overol color naranja está de vuelta en una historia original que amplía el universo de Naruto y ahonda más profundamente en la historia de fondo de algunos de los otros personajes. El nuevo contenido debe traer algo nuevo a los fanes de Naruto y ser fáciles de seguir para los recién llegados que quieren ver qué viene tanto revuelo.
Al igual que su predecesor, Naruto: Clash of Ninja Revolution 2 es un juego de combates. Quienes están familiarizados con el juego se encuentra que esta secuela es mucho mayor en términos de caracteres y etapas. Hay 15 etapas para elegir, así como 35 caracteres, incluidos los cuatro personajes originales, dos de los cuales forman parte de Anbu, o cazadores especiales ninja. Yugao Uzuki de la serie de anime también hará una aparición. Hemos tenido la oportunidad de jugar con el modo Tag Team, en el que cuatro jugadores pueden participar, es un uno-a-una lucha, pero los jugadores pueden cambiar y tomar turnos. Si puede tire de ella con un socio, usted puede iniciar combos simultáneamente. Diferentes parejas pueden producir algunas combinaciones especiales cuando usted elegir entre la gran lista. Por ejemplo, si pasar a un par de maestros y un aprendiz de la historia, así que se salga de un único ataque en comparación con cualquier otro emparejamiento aleatorio. Aquellos que están bien versados en Naruto popular debe ser capaz de averiguar qué caracteres tienen una conexión especial.
En Multimatch, usted puede jugar con otros tres amigos en un libre para todos modo, ya sea frente a un tres o en equipos de dos. Esto parece de lejos el modo más intrigante, porque todo el mundo ama a golpear en tres de sus amigos al mismo tiempo. Cuando alguien tira fuera un ataque Jutsu en este frenético modo, la secuencia vuelve a ocurrir por el atacante y el que se golpean, y los otros jugadores tendrán que esperar a que duque a cabo antes de que el juego continúa. Para los jugadores que no pueden, como que hay objetos en pantalla o la capacidad de transición a la otra parte de la etapa, existe la opción de desactivar estas características, por lo que los puristas pueden luchar entre sí sin llegar el medio ambiente en el camino.
En la parte superior de la Misión de modo habitual, hay puntuación de ataque, Time Attack, y los modos de supervivencia, todos los cuales se puede jugar cooperativamente. Existe ahora una misión lista en la que cada personaje tiene una lista de retos y objetivos únicos para completar, así que hay mucho que hacer. También hay un modo de Kumite, en la que usted lucha un número cada vez mayor de los opositores hasta que esté contra un gigante turba.
Otra nueva característica que se muestra es la bomba de papel, que es la habilidad de soltar minas o lanzar directamente a tu oponente mediante sosteniendo los botones C y Z y oprimiendo A. También puedes adjuntar a los objetos y detonar en ellos a tu voluntad. Los controles son muy similares al primera Clash of Ninja Revolution, por lo que los veteranos no debería tener problemas al momento de jugarlo. Hay un modo de tutorial disponible en el menú para aquellos que quieran aprender los botones y sellos.

#### Naruto Shippuden: Clash of Ninja Revolution 3
Esta es la primera entrega en basarse en la segunda temporada del anime Naruto, titulada "Shippuden". Esta nueva entrega posee 40 personajes, algunos ya vistos antes con sus nuevas imágenes y ataques actualizados, y otros nuevos de la serie. Esta entrega abarca desde el regreso de Naruto y Jiraiya a Konoha hasta el rescate de Gaara; también aparecen personajes que no pertenecen a la trama de la historia de la serie hasta ese momento como Hinata, Kiba, Shino, Asuma, Kakuzu, Hidan, Sasuke y muchos más. Además, es el primero en tener conexión Wi-Fi. Para esta entrega se ha mejorado la jugabilidad además de poder usar el GameCube Controller, el control clásico y el Wiiremote por sí solo. Posee una mayor cantidad de escenarios tanto clásicos como nuevos. Incluye un CD con los temas musicales de este y sus antecesores.

#### Naruto Shippuden: Gekitōu Ninja Taisen Special
Naruto Shippūden: Gekitō Ninja Taisen! Special (NARUTO -ナルト - 疾風伝忍者大戦！激闘！特別, NARUTO - naruto - shippuden ninja taisen! Gekitō! Tokubetsu), es un juego basado en el anime Naruto Shippuden desarrollado por Takara Tomy para la consola Nintendo Wii. Fue lanzado el 2 de diciembre de 2010. Este juego posee una gran variedad de arenas y aún más diversidad de personajes que su predecesor Clash of Ninja Revolution 3 (juego desarrollado anteriormente en América), incluyendo un modo de misiones y jugar en línea de hasta 30 jugadores. El modo historia se basa hasta la actualidad en el anime y manga. El juego contiene 41 personajes; incluyendo el regreso de Yamanaka Ino, que fue removida en todos los juegos de Naruto Shippuden para Wii.
A diferencia de sus predecesores no le sigue una continuación a los eventos del Naruto Shippuden: GNT Ex3, pero, por ciertas características y habilidades de algunos personajes así como el Susano'o de Itachi y el Modo Sabio de Naruto y Jiraiya e incluso la aparición de Namikaze Minato, se pierde el hilo de la historia ya que hace falta la aparición de Pain (quien es el responsable de hacer que Naruto vengara a su maestro aprendiendo el modo sabio para combatir contra él), Konan, la falta del equipo Hebi/Taka de Sasuke y la nueva aparición del Raikage. Pero el juego trae un modo nuevo de misiones a superar, en el que muchos de ellos se relacionan con batallas que ocurren en el anime, pero que suceden mucho más adelante que en la batalla de Pain contra Naruto.

## Personajes por entrega
Los personajes de los videojuegos son directamente tomados de la serie de televisión. Cada entrega introduce cada vez más personajes. Siendo Naruto Shippuden: Gekitōu Ninja Taisen! EX y sus sucesores tienen lugar en la segunda parte del anime, que sucede dos años y medio más tarde. Muchos de los personajes han sido rediseñados según la trama.
A continuación se muestra una tabla con los personajes de Clash of Ninja, según el videojuego en el que aparecen, en orden alfabético:
| Personajes                  | 1 | 2      | 3               | 4               | EX       | Revo.    | EX 2           | Revo. 2         | EX 3     | Revo 3   |
| --------------------------- | - | ------ | --------------- | --------------- | -------- | -------- | -------------- | --------------- | -------- | -------- |
| Akamaru                     |   | [ 1 ]  |                 |                 |          |          |                |                 |          |          |
| Anko Mitarashi              |   |        |                 |                 |          |          |                | [ 2 ]           |          |          |
| Asuma Sarutobi              |   |        |                 |                 |          |          | [ 3 ]          | [ 4 ]           |          |          |
| Baki                        |   |        |                 |                 |          |          |                |                 | [ 5 ]    |          |
| Bando                       |   |        |                 |                 |          |          |                |                 |          |          |
| Chiyo                       |   |        |                 |                 |          |          |                |                 |          | [ 6 ]    |
| Choji Akimichi              |   |        |                 |                 |          |          |                | [ 7 ]           |          |          |
| Crow                        |   | [ 1 ]  |                 |                 |          |          |                |                 |          |          |
| Deidara                     |   |        |                 |                 |          |          | [ 8 ]          |                 |          |          |
| Gaara                       |   | [ 9 ]  |                 |                 |          |          |                | [ 10 ]          |          |          |
| Haku                        |   | [ 11 ] |                 |                 |          |          |                |                 |          |          |
| Hidan                       |   |        |                 |                 |          |          |                |                 |          |          |
| Hinata Hyūga                |   | [ 9 ]  |                 |                 |          |          |                | [ 12 ]          |          |          |
| Hinata (Byakugan)           |   |        |                 |                 |          |          |                | [ 2 ]           |          | [ n. 1 ] |
| Hiruzen Sarutobi            |   |        |                 |                 |          |          |                |                 |          |          |
| Ino Yamanaka                |   | [ 9 ]  |                 |                 |          |          |                | [ 13 ]          |          |          |
| Iruka Umino                 |   | [ 11 ] |                 |                 |          |          |                |                 |          |          |
| Itachi Uchiha               |   |        |                 |                 |          |          | [ 8 ]          | [ 10 ]          |          | [ 6 ]    |
| Jiraiya                     |   |        | [ 14 ]          |                 |          |          |                | [ 15 ]          |          | [ 6 ]    |
| Jirobo                      |   |        |                 |                 |          |          |                |                 |          |          |
| Kabuto Yakushi              |   |        |                 |                 |          |          |                |                 |          |          |
| Kagura                      |   |        |                 |                 |          |          |                |                 |          |          |
| Kakashi Hatake              |   | [ 16 ] | [ 14 ]          |                 |          |          | [ 8 ]          | [ 17 ]          |          | [ 6 ]    |
| Kakashi (Sharingan)         |   | [ 1 ]  | [ n. 1 ] [ 14 ] | [ n. 1 ] [ 18 ] | [ n. 1 ] | [ n. 1 ] | [ n. 1 ]       | [ n. 1 ]        | [ n. 1 ] | [ n. 1 ] |
| Kakuzu                      |   |        |                 |                 |          |          |                |                 |          |          |
| Kankuro                     |   | [ 11 ] |                 |                 |          |          |                | [ 10 ]          |          |          |
| Kiba Inuzuka                |   | [ 9 ]  |                 |                 |          |          |                | [ 7 ]           |          |          |
| Kidomaru                    |   |        |                 |                 |          |          |                |                 |          |          |
| Kimimaro                    |   |        |                 |                 |          |          |                |                 |          |          |
| Kisame Hoshigaki            |   |        |                 |                 |          |          |                |                 |          | [ 6 ]    |
| Komachi                     |   |        |                 |                 |          |          |                |                 |          |          |
| Kurenai Yuhi                |   |        |                 |                 |          |          |                | [ 4 ]           |          |          |
| Might Guy                   |   | [ 11 ] |                 |                 |          |          |                | [ 10 ]          |          | [ 6 ]    |
| Mizuki                      |   | [ 1 ]  |                 |                 |          |          |                |                 |          |          |
| Naruto Uzumaki              |   | [ 16 ] | [ 14 ]          |                 |          |          | [ n. 2 ] [ 8 ] | [ 10 ]          | [ n. 2 ] | [ 6 ]    |
| Naruto                      |   |        |                 |                 |          |          |                | [ 7 ]           |          |          |
| Naruto (Chakra Nueve Colas) |   | [ 1 ]  | [ n. 1 ] [ 14 ] | [ n. 1 ]        |          | [ n. 1 ] | [ n. 1 ]       | [ n. 1 ] [ 15 ] | [ n. 1 ] |          |
| Neji Hyūga                  |   | [ 11 ] |                 |                 |          |          |                | [ 12 ]          |          | [ 6 ]    |
| Orochimaru                  |   | [ 1 ]  |                 |                 |          |          | [ 3 ]          | [ 12 ]          |          |          |
| Rock Lee                    |   | [ 9 ]  | [ 14 ]          |                 |          |          |                | [ 7 ]           |          | [ 6 ]    |
| Sai                         |   |        |                 |                 |          |          | [ 3 ]          |                 |          |          |
| Sakon and Ukon              |   |        |                 |                 |          |          |                |                 |          |          |
| Sakura Haruno               |   | [ 16 ] |                 |                 |          |          | [ 8 ]          | [ 10 ]          |          | [ 6 ]    |
| Sasori (forma real)         |   |        |                 |                 |          |          | [ 8 ]          |                 |          |          |
| Sasori (Hiruko)             |   |        |                 |                 |          |          | [ 8 ]          |                 |          |          |
| Sasuke Uchiha               |   | [ 16 ] | [ 14 ]          |                 |          |          | [ n. 2 ] [ 8 ] | [ 10 ]          | [ n. 2 ] |          |
| Sasuke (Sharingan)          |   | [ 1 ]  | [ n. 1 ] [ 14 ] | [ n. 1 ] [ 19 ] |          | [ n. 1 ] | [ n. 1 ]       | [ n. 1 ] [ 12 ] | [ n. 1 ] |          |
| Sasuke (Sello maldito)      |   |        |                 |                 |          |          |                | [ 7 ]           |          |          |
| Shikamaru Nara              |   | [ 9 ]  |                 |                 |          |          |                | [ 10 ]          |          | [ 20 ]   |
| Shino Aburame               |   |        |                 |                 |          |          |                | [ 12 ]          |          |          |
| Tayuya                      |   |        |                 |                 |          |          |                |                 |          |          |
| Temari                      |   |        |                 |                 |          |          |                | [ 10 ]          |          |          |
| Tenten                      |   |        |                 |                 |          |          |                | [ 12 ]          |          |          |
| Towa                        |   |        |                 |                 |          |          |                |                 |          |          |
| Tsunade                     |   |        | [ 14 ]          |                 |          |          |                | [ 10 ]          |          | [ 6 ]    |
| Yamato                      |   |        |                 |                 |          |          | [ 3 ]          |                 |          |          |
| Yugao Uzuki                 |   |        |                 |                 |          |          |                |                 |          |          |
| Zabuza Momochi              |   | [ 11 ] |                 |                 |          |          |                |                 |          |          |

Anotaciones
1. 1 2 3 4 5 6 7 8 9 10 11 12 13 14 15 16 17 18 19 20 21  Este personaje puede ejecutar una transformación.
2. 1 2 3 4  Este personaje aparece en sus formas alternas (ej. Naruto Uzumaki de Shippuden y de la Parte 1)

## Curiosidades
- El motivo principal de las diferencias entre Naruto Gekitou Ninja Taisen Series y Naruto: Clash of Ninja Series es debido a que Naruto en Occidente no tiene el mismo avance del anime que en Japón, por lo tanto las versiones se crean a base de los sucesos transmitidos según la zona para que los usuarios occidentales no pierdan la continuidad de la serie y no existan confusiones, un claro ejemplo está en las 2 primeras versiones de Naruto: Clash of Ninja Revolution para la consola Wii donde en occidente siguen la trama ya pasada en Japón (es una conversión de hechos en Gekitoun Ninja Taisen 3 y 4 de GameCube con algunos extras), mientras que la versión japonesa de Naruto Gekitou Ninja Taisen EX son todos Shippuden en adelante.
- Si bien en las versiones japonesas de Naruto Gekitou Ninja Taisen de GameCube algunos personajes como: Sarutobi, Iruka, Mizuki, Zabuza o Haku eran jugables, en las versiones Naruto: Clash of Ninja Revolution 1 y 2 para Wii estos no aparecen.
- Ino destaca por no estar presente en ningún juego dedicado a la saga Shippuden, no obstante en Japón la nueva versión de Naruto Shippuden llamado Gekitou Ninja Taisen Special será la primera vez que la veamos como personaje jugable.
- En ambas versiones de los juegos (occidental/americana) Destaca que en las entregas correspondientes a shippuden nunca han aparecido Konan, Jugo, Karin, Siguetsu y Pain ni siquiera en las entregas donde si deberían aparecer. Mientras que en la saga Ultimate ninja si son jugables.
- Los personajes Towa, Komachi, Kagura y Bando son exclusivos de las versiones occidentales de Naruto y Naruto Shippuden para la consola Wii, el motivo es que estos personajes nunca aparecieron en la trama del anime y son personajes exclusivos para la trama histórica de Naruto: Clash of Ninja Revolution 2.
- En Naruto Shippuden: Clash of Ninja Revolution 3 (European Version) destaca por sobre la versión americana por tener las voces dobladas al japonés en las batallas y solo en inglés en el Modo Historia y comentarios del narrador (Sakura), lo que a pesar de ser raro tener los 2 idiomas mezclados es algo que los fanes destacan y agradecen.
- Sorpresivamente con la llegada de Naruto Shippuden: Clash of Ninja Revolution 3 (European Version) los 4 personajes exclusivos de occidente (Towa, Komachi, Kagura y Bando) también fueron doblados al japonés a pesar de que estos jamás serán vistos en Japón, al menos en la serie anime.
- En las 3 primeras entregras de Naruto Shippuden Gekitou Ninja Taisen EX no existen los jutsus combinados entre 2 personajes y también la falta de batallas a través de la Conexión Wi-Fi de Nintendo, lo que en la versión americana/europea ya esta presente, por ello se ha creado la versión "Special" para Japón que añade estos elementos.
- En la nueva entrega en Japón de Naruto Shippuden Gekitou Ninja Taisen Special si bien es posible controlar a Naruto en su versión ermitaña (Sage Naruto), no está presente el miembro Akatsuki; Pain (quién tiene una batalla épica contra Naruto Ermitaño en el anime) lo que a muchos fanes les ha causado molestias y actualmente es el más solicitado para las versiones occidentales en caso de que llegaran a lanzarse al mercado internacionál.
- En Naruto Shippuden, Hinata en batalla al activar su Byakugan sus jutsus especiales pasan a ser los mismos de Neji, utilizando las técnicas: "8 Trigramas, 64 Palmas" (Hakke Rokujoyon Sho) y "Rotación de Palmas 8 Trigramas" (Hakesho Kaiten), esta última no debería usarla ya que Hinata posee un jutsu especial de barrera llamado "8 Trigramas, 64 Palmas Protectoras" (Shugohakke Rokjyuu Yonsho), sin mencionar que al ejecutar el jutsu de "Rotación de Palmas 8 Trigramas" la barrera de Neji es de un tono rojizo anaranjado, mientras que la barrera de Hinata es de un tono lila, lo cual deberían ser de tono azulado o celeste brillante como el anime.
- Dentro del apartado técnico los juegos de Naruto Shippuden, estos sufren notables ralentizaciones cuando entran en batalla personajes como Kankuro o la abuela Chiyo, esto es debido a los títeres/marionetas que los acompañan y estas ralentizaciones pueden aumentar si pelean uno contra el otro o en batallas de a 4 jugadores.
- En Naruto Shippuden: Clash of Ninja Revolution 3 y Gekitou Ninja Taisen Special, actualmente solo 3 personajes en todo el juego pueden ejecutar un jutsu combinado (en los que hay relación entre ambos personajes) con 2 parejas diferentes, estas son:
  - Rock Lee con Guy & Gaara.
  - Shikamaru con Chouji & Temari.
  - Kiba con Shino & Kankuro.
  - El juego destaca a comparación de a shippuden.